# Dimitrie Ancuța
Dimitrie Ancuța (* 3. Oktober 1937 in Suceava) ist ein ehemaliger rumänischer Politiker der Rumänischen Kommunistischen Partei (PCR), der unter anderem zwischen 1986 und 1987 Vize-Ministerpräsident war.

## Leben
Dimitrie Ancuța besuchte von 1951 bis 1955 die Mittelschule für Finanztechnik in Bukarest und wurde während dieser Zeit 1952 Mitglied der kommunistischen Jugendorganisation Uniunea Tineretului Comunist (UTC). Er absolvierte zwischen 1955 und 1959 ein Studium an der Fakultät für Finanz- und Kreditwirtschaft am Institut „Wladimir Iljitsch Lenin“ in Bukarest und wurde nach dessen Abschluss 1959 Mitarbeiter im Finanzministerium, in dem er bis Oktober 1964 nacheinander Controller sowie zuletzt Chef der Controlling-Gruppe der dortigen Abteilung für Kapital-Controlling und Revision war. 1961 wurde er Mitglied der Rumänischen Kommunistischen Partei PCR (Partidul Comunist Român). Zwischenzeitlich absolvierte er ein postgraduales Studium an der Akademie für Sozial- und Politikwissenschaften ( Academia de Stiinte Sociale si Politice) „Ștefan Gheorghiu“ und erwarb dort einen Doktor der Wirtschaftswissenschaften. 1964 wechselte er in die Parteiverwaltung und war zunächst Instrukteur, 1967 Chef der Kommission für Binnenhandel sowie von 1968 bis 1970 Chef der Sektion Koordinierung und Zentralisierung der Stadtparteikomitees von Bukarest.
Nachdem Ancuța im Oktober 1970 für kurze Zeit Instrukteur der ZK-Abteilung für Organisation war, fungierte er zwischen dem 9. November 1970 und dem 19. Januar 1971 für knapp zwei Monate als Territorialer Instrukteur des ZK für Organisatorische Aktivitäten der Ministerien und zentral Institutionen. Anschließend war er vom 19. Januar 1971 bis 8. Mai 1972 Wirtschaftssekretär im Stadtparteikomitee von Bukarest und wurde danach 1972 Direktor für Handel des Industriezentrums für technologische Ausrüstung und Material von Bukarest. Als solcher war er seit 1974 auch Vertreter Rumäniens in der Kommission für Maschinenbau des Rates für gegenseitige Wirtschaftshilfe (RGW). Am 16. Mai 1983 wurde er Inspektor des ZK im Range eines Staatssekretärs und behielt diese Funktion bis 1985. Auf dem Dreizehnten Parteitag der PCR (19. bis 22. November 1984) wurde er Kandidat des Zentralkomitees (ZK) der PCR. 1985 wurde er ferner Mitglied der Großen Nationalversammlung (Marea Adunare Națională) und vertrat in dieser bis 1989 den Wahlkreis Nr. 1 Deva-Est im Kreis Hunedoara. Während seiner Parlamentszugehörigkeit war er zwischen dem 29. März 1985 und dem 13. Dezember 1986 Mitglied des Ausschusses für Industrie, Wirtschaft und Finanzen.
Am 26. August 1986 übernahm Dimitrie Ancuța im Kabinett Dăscălescu II den Posten als einer der Vize-Ministerpräsidenten (Viceprim-ministru al Guvernului) und hatte auch dieses Amt bis zum 14. September 1987 inne. Zusätzlich wurde er am 5. Februar 1987 Präsident der Regierungskommission für die Rationalisierung des Systems der Aufzeichnungen in sozialistischen Einheiten. Zuletzt wurde er am 19. Oktober 1987 Erster Vizepräsident des Exekutivkomitees des Volksrates im Kreis Constanța und bekleidete dieses Amt bis zum 22. Oktober 1989. Auf dem Vierzehnten Parteitag der PCR (20. bis 24. November 1989) wurde er noch zum Mitglied des ZK der PCR und hatte diese Funktion bis zum Zusammenbruch des Kommunismus im Zuge der Revolution am 22. Dezember 1989 inne. Für seine Verdienste erhielt er den Orden der Arbeit Dritter Klasse (Ordinul Muncii).